# Stanisław Kostka Miller
Stanisław Kostka Miller, poljski general, * 6. november 1881, † 10. februar 1963.